# 比亚达

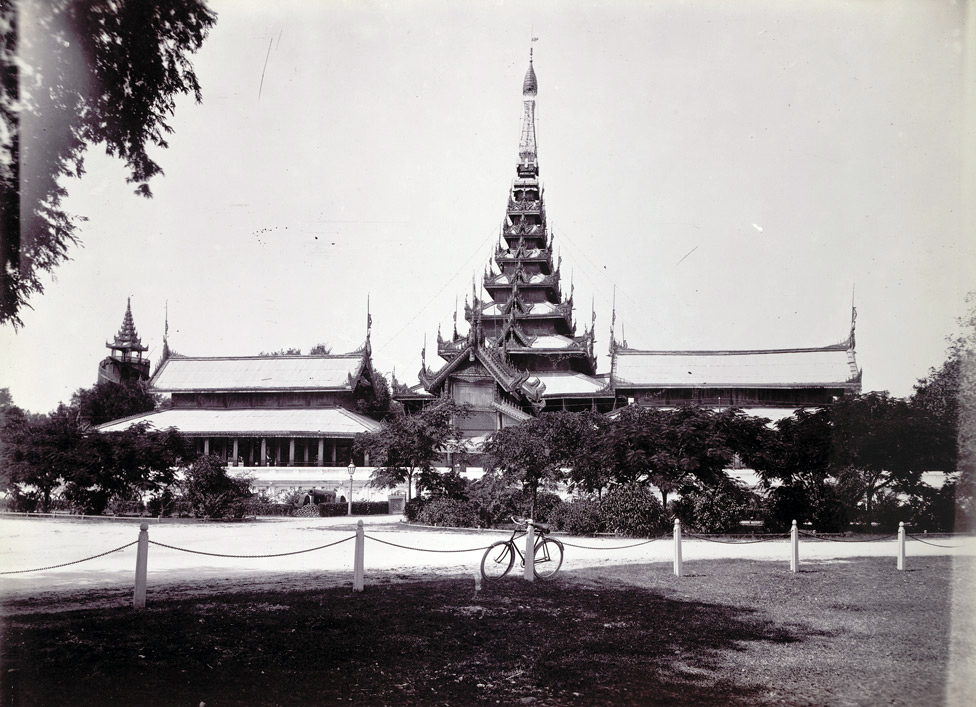
曼德勒王宫大会堂的七层比亚达

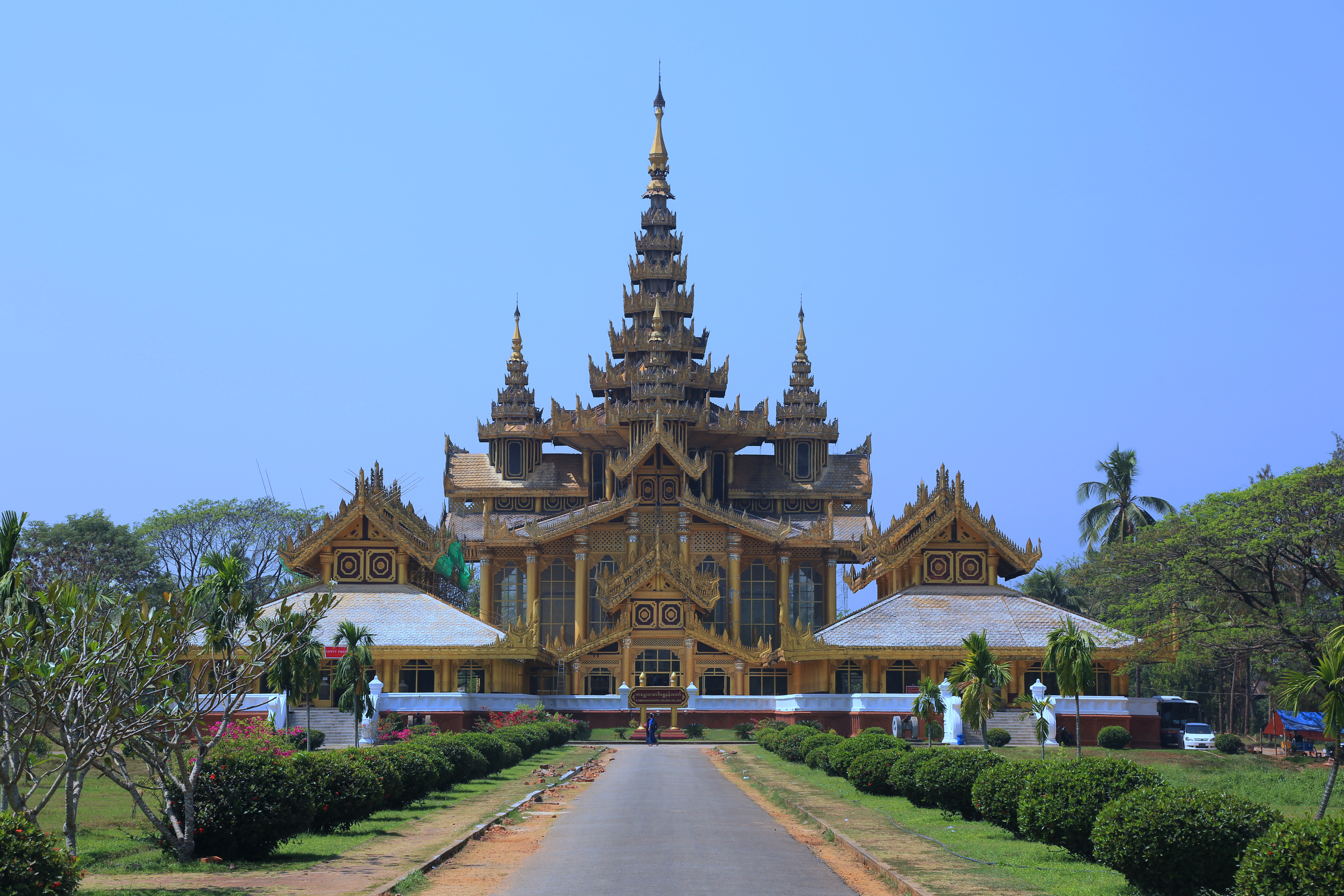
勃固的甘包扎达迪宫

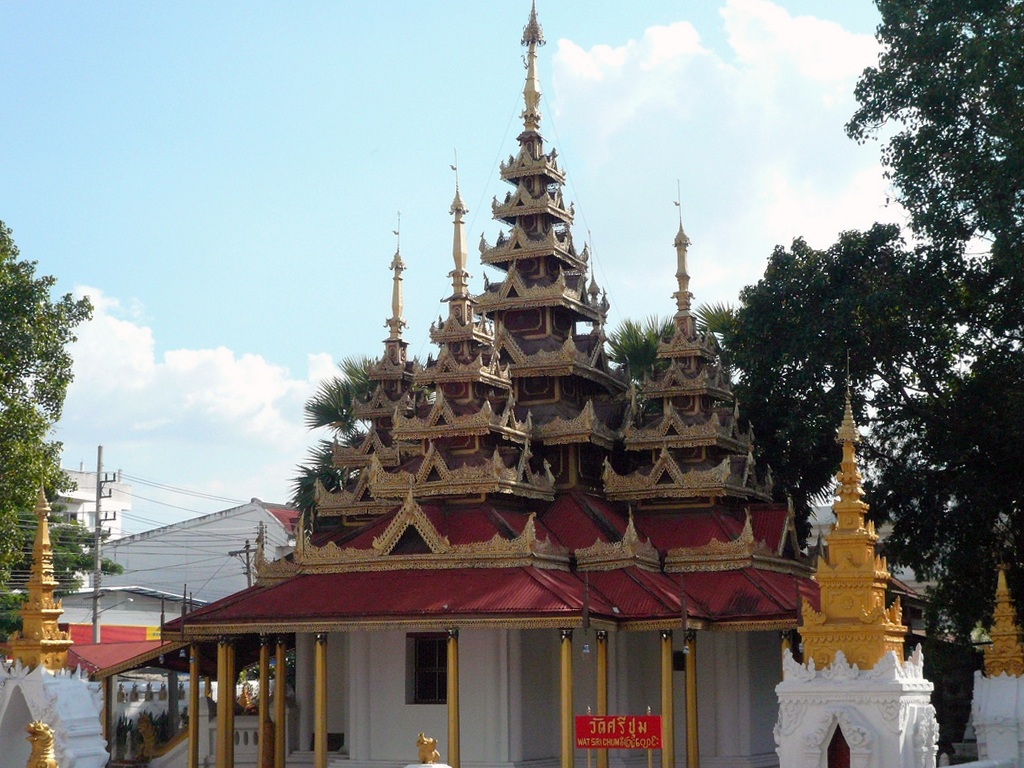
泰国南邦西春寺的缅式比亚达

比亚达（緬甸語： IPA：[pjaʔθaʔ] pyatthat）是梵语（prāsāda，意为建于高台上的神庙）的缅甸语音译，在缅甸建筑中指分层的塔顶，分三至七层不等，均为奇数层。比亚达是缅甸奘寺和宫殿的常见特色。

## 构造
每一层的底座为长方形，立面倾斜，呈金字塔形。层与层之间由一盒子形状的结构相接，称莱包（ lebaw）。每层均有金色镶边，为金属板雕，四角有尖状装饰，称为杜因（ du yin）。比亚达的最顶端是木制塔尖，称丹布（ taing bu）或贡布（ kun bu）。
比亚达依照层数（ boun）区别分为三类，三层、五层和七层塔分别名为亚马（yahma）、杜巴（thooba）和杜亚马（thooyahma）。

## 历史
比亚达是缅甸建筑历史悠久的特色，起源于蒲甘王朝时期，阿难陀寺和高杜巴林寺都有分层塔构造。
比亚达式塔顶具有神圣意义，常见于王室建筑和佛寺，王宫大殿修有七层塔尖，前六层象征六欲天，顶层象征着婆罗门教宇宙观念的须弥山顶（မြင်းမိုရ်）。
依照层数不同，象征的阶层亦不同。九层塔对应国王，七层对应地方的苏巴诸侯。

## 图册

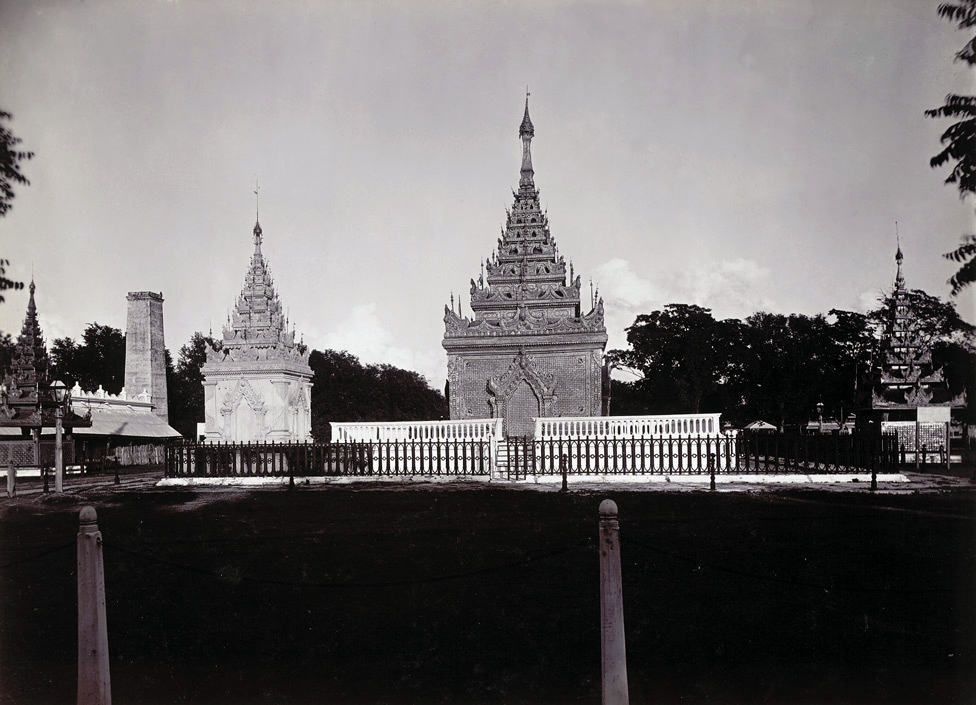
曼德勒敏东王陵
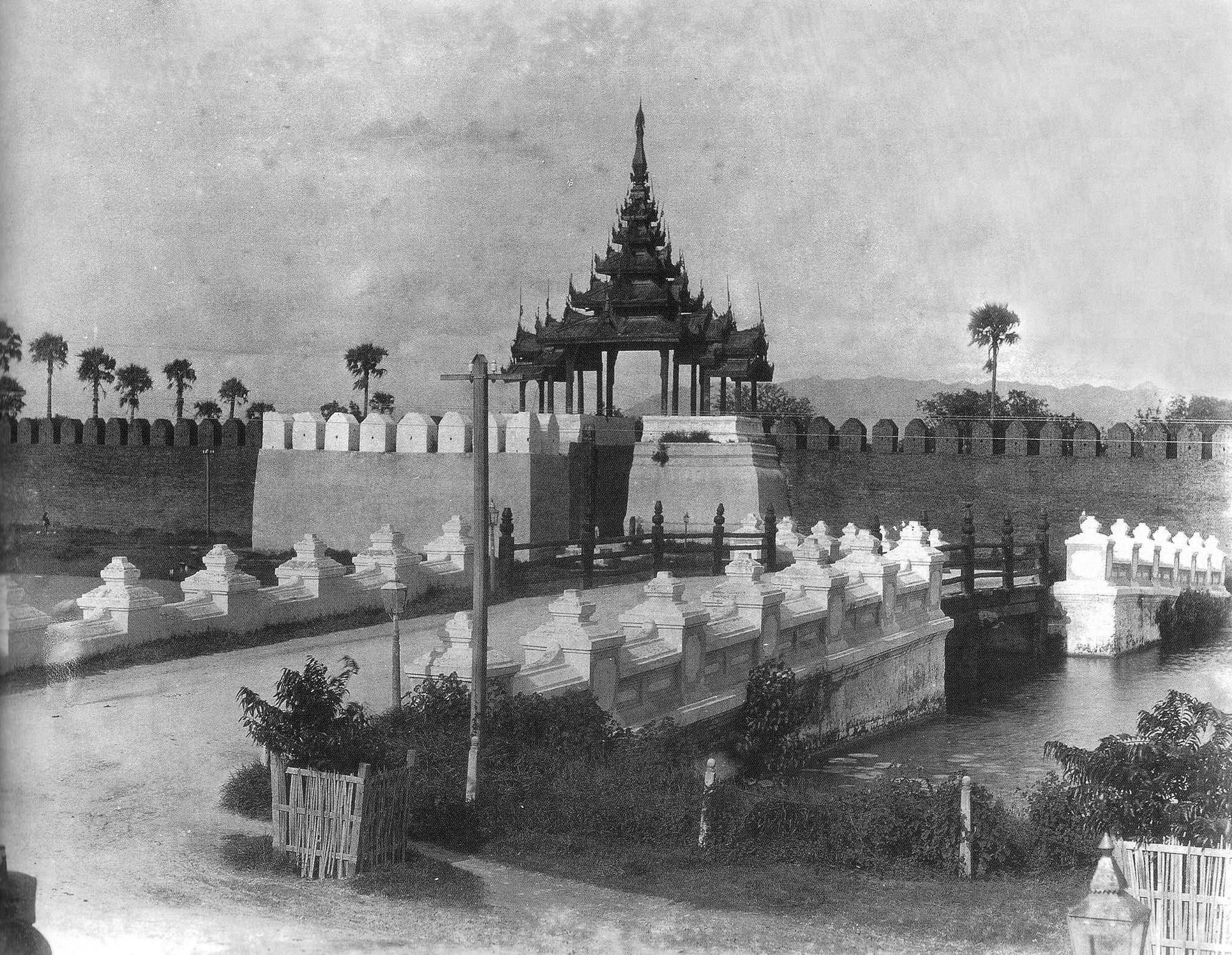
曼德勒王宫宫门
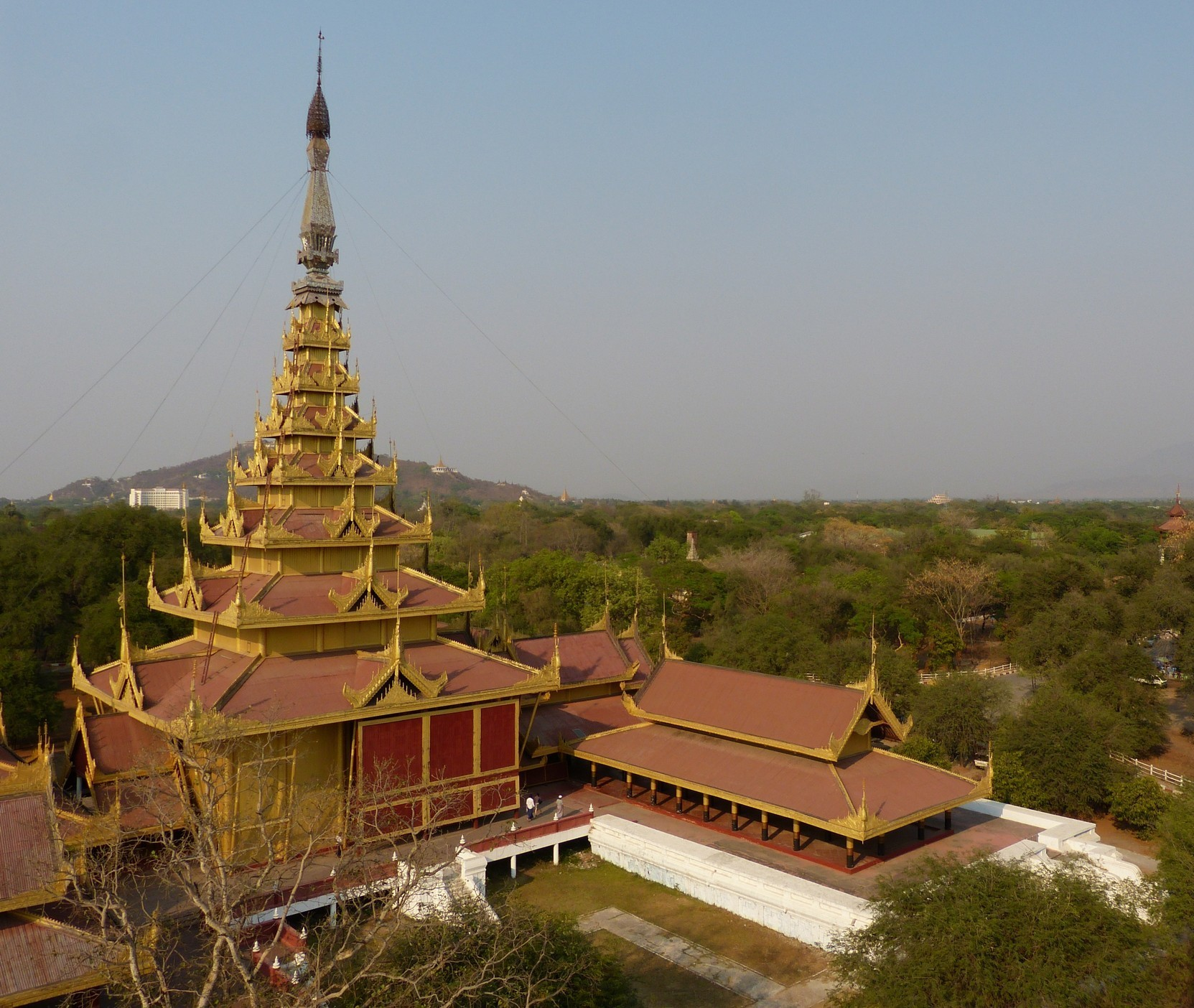
曼德勒王宫
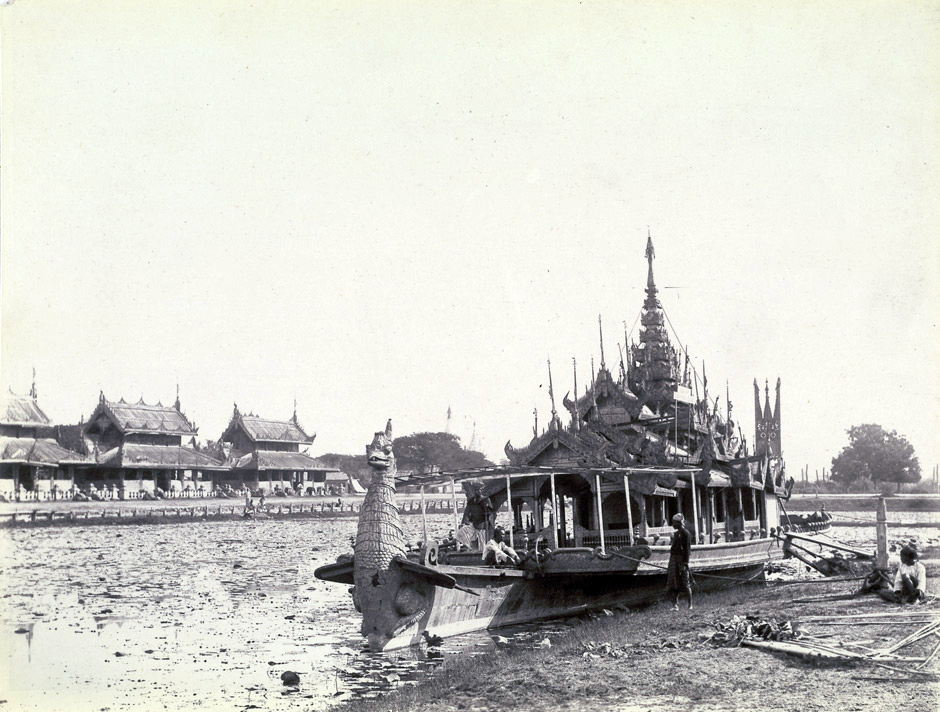
曼德勒的御舟